# After School
After School (애프터스쿨) war eine im Jahr 2009 gegründete südkoreanische Girlgroup der zweiten K-Pop-Generation, die bei der Plattenfirma Pledis Entertainment unter Vertrag stand.

## Chartplatzierungen
Nach ersten Auftritten Ende 2008 erschien die erste Single Ah! der zunächst fünfköpfigen Gruppe im Januar 2009, die im Februar bis auf Platz 13 der koreanischen Single-Charts vorstieß. Es folgten mehrere personelle Umbesetzungen und Singleveröffentlichungen im Laufe des Jahres 2009.
Verschiedene dieser Singles, die auch auf EPs veröffentlicht wurden, erreichten erneut vordere Plätze der offiziellen GAON-Charts. So konnte die Single Bang! Ende März 2010 bis auf Platz zwei der GAON-Charts vorrücken, nachdem die Vorgängersingle Neo Ddaemunae (너 때문에, „Because of You“) im Dezember 2009 sogar die Spitzenposition erreicht hatte.
Gemeinsam mit der japanischen Künstlerin Namie Amuro nahmen sie den Song Make it Happen auf.

## Auszeichnungen
Im Januar 2010 erhielt die Band den K-pop New Artist of the Year 2009-Preis als beste koreanische Newcomer-Band auf der Preisverleihung der Billboard Japan Music Awards in Tokio. Im Februar 2010 wurden sie bei den High1 Seoul Music Awards 2010 zusammen mit den Gruppen T-ara und Beast als beste Newcomer des Jahres ausgezeichnet.

## Aufteilung und weitere Aktivitäten
Seit dem 6. Juli 2010 sind die Mitglieder der Gruppe in der Reality-Show Play Girlz School zu sehen, die auf dem MBC-Kabelkanal every1 ausgestrahlt wird.
Im Juli 2011 gab das Management der achtköpfigen Band bekannt, dass die Sängerinnen in A.S. Red & Blue aufgeteilt werden, zwei Einheiten à vier Mitglieder. Im selben Monat erschienen die Singles In The Night Sky (Red) und Wonder Boy (Blue).

## Ausblick
Obwohl seit 2012 keine neuen Singles oder LPs von After School erschienen sind, gilt die Gruppe immer noch als aktiv und wurde bis zum heutigen Tage nicht offiziell aufgelöst. Dieser Schwebezustand wurde 2017 von der Plattenfirma bekräftigt, die sich in einem Statement äußerte, dass die Band zwar noch besteht, aber keine neuen Projekte oder Promotions geplant seien. Deutlichere Auflösungserscheinungen zeigten sich im Mai 2017, als sich das Bandmitglied Uee entschlossen hat, die „Zombie Idol Group“ zu verlassen.

## Mitglieder
- Jung-ah: Geburtsname: Kim Jung-a (Hangeul: 김정아), * 2. August 1983
- Jooyeon: Geburtsname: Lee Joo-yeon (Hangeul: 이주연), * 19. März 1987
- Uee: Geburtsname: Kim Yu-jin (Hangeul: 김유진), * 9. April 1988
- Raina: Geburtsname: Oh Hye-rin (Hangeul: 오혜린), * 7. Mai 1989
- Nana: Geburtsname: Im Jin-a (Hangeul: 임진아), * 14. September 1991
- Lizzy: Geburtsname: Park Su-young (Hangeul: 박수영), * 31. Juli 1992
- E-Young: Geburtsname: No I-young (Hangeul: 노이영), * 16. August 1992
- Kaeun: Geburtsname: Sin Ga-eun (Hangeul: 신가은), * 20. August 1994

### Ehemalige
- Soyoung: Geburtsname: Yoo So Young (Hangeul: 유소영), * 29. März 1986
- Bekah: Geburtsname: Rebekah Kim (Hangeul: 레베카 김), * 11. August 1989
- Kahi: Geburtsname: Park Ji-young (Hangeul: 박지영), * 25. Dezember 1980

## Diskografie

### Studioalben
| Jahr | Titel         | Höchstplatzierung, Gesamtwochen, AuszeichnungChartplatzierungen (Jahr, Titel, Platzierungen, Wochen, Auszeichnungen, Anmerkungen) | Höchstplatzierung, Gesamtwochen, AuszeichnungChartplatzierungen (Jahr, Titel, Platzierungen, Wochen, Auszeichnungen, Anmerkungen) | Anmerkungen                                                |
| Jahr | Titel         | KR | JP | Anmerkungen                                                |
| ---- | ------------- | --- | --- | ---------------------------------------------------------- |
| 2011 | Virgin        | KR2 (14 Wo.)KR | — | Erstveröffentlichung: 29. April 2011 Verkäufe KR: + 31.084 |
| 2012 | Playgirlz     | — | JP8 (14 Wo.)JP | Erstveröffentlichung: 14. März 2012 Verkäufe JP: + 28.489  |
| 2014 | Dress to Kill | — | JP33 (2 Wo.)JP | Erstveröffentlichung: 19. März 2014 Verkäufe JP: + 4.252   |

### Kompilationen
| Jahr | Titel                                          | Höchstplatzierung, Gesamtwochen, AuszeichnungChartplatzierungen (Jahr, Titel, Platzierungen, Wochen, Auszeichnungen, Anmerkungen) | Höchstplatzierung, Gesamtwochen, AuszeichnungChartplatzierungen (Jahr, Titel, Platzierungen, Wochen, Auszeichnungen, Anmerkungen) | Anmerkungen                                              |
| Jahr | Titel                                          | KR | JP | Anmerkungen                                              |
| ---- | ---------------------------------------------- | --- | --- | -------------------------------------------------------- |
| 2013 | The Best of After School 2009–2012: Korea Ver. | — | JP40 (2 Wo.)JP | Erstveröffentlichung: 27. März 2013 Verkäufe JP: + 3.750 |
| 2015 | Best                                           | — | JP19 (3 Wo.)JP | Erstveröffentlichung: 18. März 2015                      |

### Single-Alben
| Jahr | Titel                      | Höchstplatzierung, Gesamtwochen, AuszeichnungChartplatzierungen (Jahr, Titel, Platzierungen, Wochen, Auszeichnungen, Anmerkungen) | Höchstplatzierung, Gesamtwochen, AuszeichnungChartplatzierungen (Jahr, Titel, Platzierungen, Wochen, Auszeichnungen, Anmerkungen) | Anmerkungen                                                 |
| Jahr | Titel                      | KR | JP | Anmerkungen                                                 |
| ---- | -------------------------- | --- | --- | ----------------------------------------------------------- |
| 2009 | New Schoolgirl             | KR6 (6 Wo.)KR | — | Erstveröffentlichung: 15. Januar 2009                       |
| 2009 | Because of You (너 때문에) | KR5 (20 Wo.)KR | — | Erstveröffentlichung: 25. November 2009                     |
| 2010 | Bang!                      | KR2 (16 Wo.)KR | — | Erstveröffentlichung: 25. März 2010 Verkäufe KR: + 15.914   |
| 2010 | Happy Pledis 1st Album     | KR2 (6 Wo.)KR | — | Erstveröffentlichung: 7. Dezember 2010                      |
| 2011 | Red                        | KR21 (2 Wo.)KR | — | Erstveröffentlichung: 20. Juli 2011 Verkäufe KR: + 12.085   |
| 2011 | Blue                       | KR18 (2 Wo.)KR | — | Erstveröffentlichung: 20. Juli 2011 Verkäufe KR: + 10.618   |
| 2011 | Happy Pledis 2nd Album     | KR4 (3 Wo.)KR | — | Erstveröffentlichung: 1. Dezember 2011 Verkäufe KR: + 6.789 |
| 2012 | Flashback (맥시싱글)       | KR3 (7 Wo.)KR | — | Erstveröffentlichung: 20. Juni 2012 Verkäufe KR: + 16.885   |
| 2013 | First Love (첫사랑)        | KR11 (10 Wo.)KR | — | Erstveröffentlichung: 13. Juni 2013 Verkäufe KR: + 13.563   |

grau schraffiert: keine Chartdaten aus diesem Jahr verfügbar

### Singles
| Jahr                   | Titel Album                               | Höchstplatzierung, Gesamtwochen, AuszeichnungChartplatzierungen (Jahr, Titel, Album, Platzierungen, Wochen, Auszeichnungen, Anmerkungen) | Höchstplatzierung, Gesamtwochen, AuszeichnungChartplatzierungen (Jahr, Titel, Album, Platzierungen, Wochen, Auszeichnungen, Anmerkungen) | Anmerkungen                                                                     |
| Jahr                   | Titel Album                               | KR | JP | Anmerkungen                                                                     |
| ---------------------- | ----------------------------------------- | --- | --- | ------------------------------------------------------------------------------- |
| Südkoreanische Singles |                                           | | |                                                                                 |
|                        |                                           | | |                                                                                 |
| 2009                   | Ah –                                      | — | — | Erstveröffentlichung: 2009                                                      |
| 2009                   | Diva –                                    | — | — | Erstveröffentlichung: 2009                                                      |
| 2009                   | Because of You (너 때문에) Virgin         | KR6 (13 Wo.)KR | — | Erstveröffentlichung: 2009; Chartplatzierungen ab 2010 Verkäufe KR: + 1.514.728 |
| 2010                   | Bang! (뱅!) Virgin                        | KR2 (15 Wo.)KR | — | Erstveröffentlichung: 2010 Verkäufe KR: + 2.374.731                             |
| 2010                   | Love Love Love Happy Pledis 1st Album     | KR8 (7 Wo.)KR | — | Erstveröffentlichung: 2010                                                      |
| 2011                   | Shampoo Virgin                            | KR4 (11 Wo.)KR | — | Erstveröffentlichung: 2011 Verkäufe KR: + 1.614.918                             |
| 2011                   | In The Night Sky (밤 하늘에) –            | KR9 (8 Wo.)KR | — | Erstveröffentlichung: 2010 Verkäufe KR: + 1.514.202                             |
| 2011                   | Wonder Boy –                              | KR15 (6 Wo.)KR | — | Erstveröffentlichung: 2010 Verkäufe KR: + 1.087.842                             |
| 2012                   | Flashback –                               | KR14 (11 Wo.)KR | — | Erstveröffentlichung: 2012 Verkäufe KR: + 1.044.540                             |
| 2013                   | First Love (첫사랑) –                     | KR7 (8 Wo.)KR | — | Erstveröffentlichung: 2013 Verkäufe KR: + 596.036                               |
| 2014                   | Week (일주일) –                           | KR40 (2 Wo.)KR | — | Erstveröffentlichung: 2014 Verkäufe KR: + 109.125                               |
| Japanische Singles     |                                           | | |                                                                                 |
|                        |                                           | | |                                                                                 |
| 2011                   | Bang! Playgirlz                           | — | JP7 (12 Wo.)JP | Erstveröffentlichung: 17. August 2011 Verkäufe JP: + 42.363                     |
| 2011                   | Diva Playgirlz                            | — | JP12 (10 Wo.)JP | Erstveröffentlichung: 23. November 2011 Verkäufe JP: + 17.448                   |
| 2012                   | Rambling Girls / Because of You Playgirlz | — | JP7 (6 Wo.)JP | Erstveröffentlichung: 25. Januar 2012 Verkäufe JP: + 17.029                     |
| 2012                   | Lady Luck / Dilly Dally –                 | — | JP6 (5 Wo.)JP | Erstveröffentlichung: 13. Juni 2012 Verkäufe JP: + 17.572                       |
| 2013                   | Heaven Dress to Kill                      | — | JP7 (4 Wo.)JP | Erstveröffentlichung: 2. Oktober 2013 Verkäufe JP: + 19.884                     |
| 2014                   | Shh Dress to Kill                         | — | JP12 (2 Wo.)JP | Erstveröffentlichung: 29. Januar 2014 Verkäufe JP: + 16.483                     |

grau schraffiert: keine Chartdaten aus diesem Jahr verfügbar
Weitere Lieder
- 2011: Make It Happen (Namie Amuro feat. After School, JP: Gold (Digital))

### Videoalben
| Jahr | Titel                             | Höchstplatzierung, Gesamtwochen, AuszeichnungChartsChartplatzierungen (Jahr, Titel, Platzierungen, Wochen, Auszeichnungen, Anmerkungen) | Anmerkungen                                              |
| Jahr | Titel                             | JP | Anmerkungen                                              |
| ---- | --------------------------------- | --- | -------------------------------------------------------- |
| 2013 | First Japan Tour 2012 – Playgirlz | JP63 (2 Wo.)JP | Erstveröffentlichung: 27. März 2013 Verkäufe JP: + 1.680 |